# Погранічне (Озерський міський округ)
Погранічне (рос. Пограничное) — селище Озерського міського округу, Калінінградської області Росії. Входить до складу Новостроєвського сільського поселення.
Населення —  48 осіб (2015 рік). 

## Населення
| 2002 | 2010 |
| ---- | ---- |
| 59   | ↘48  |